# Prosaptia archboldii
Prosaptia archboldii är en stensöteväxtart som beskrevs av Edwin Bingham Copeland. Prosaptia archboldii ingår i släktet Prosaptia och familjen Polypodiaceae. Inga underarter finns listade.